# Дибич Пири, Джозефина
Джозефина Сесилия Дибич Пири (англ. Josephine Cecilia Diebitsch Peary; 22 мая 1863, Вашингтон — 19 декабря 1955, Портленд) — американская исследовательница Арктики, писательница, жена полярного исследователя Роберта Пири.

## Биография
Джозефина Сесилия Дибич родилась в 1863 году в Вашингтоне. Её родителями были Герман Генри Дибич, родом из Пруссии, и Магдалена Августа Шмид из Саксонии. Джозефина была младшей из четверых детей в семье.
Джозефина училась в Деловом колледже Спенсера (Spencerian Business College), который окончила в 1880 году. Полученные навыки позволили ей устроиться на работу в Смитсоновский институт и в Министерство внутренних дел США, где она выполняла обязанности секретаря. Однажды на танцевальной вечеринке она встретила Роберта Пири, в то время служившего в Корпусе гражданских инженеров. В 1888 году Джозефина и Роберт стали мужем и женой. Первоначально они жили в Вашингтоне, позже в Нью-Йорке и Филадельфии.
К тому времени Роберт уже принял решение стать полярным исследователем и бывал в Гренландии, а также ездил по службе в Никарагуа. В 1891—1892 году Джозефина Пири отправилась вместе с мужем в его вторую гренландскую экспедицию. Она не только готовила еду для членов экспедиции, но и добывала дичь с помощью охоты, в том числе на оленей и лис. Кроме того, вместе с женщинами-инуитками она шила меховые спальные мешки. Первое время она находила инуитов грубыми и примитивными, однако постепенно научилась их языку и переняла многие из их умений.

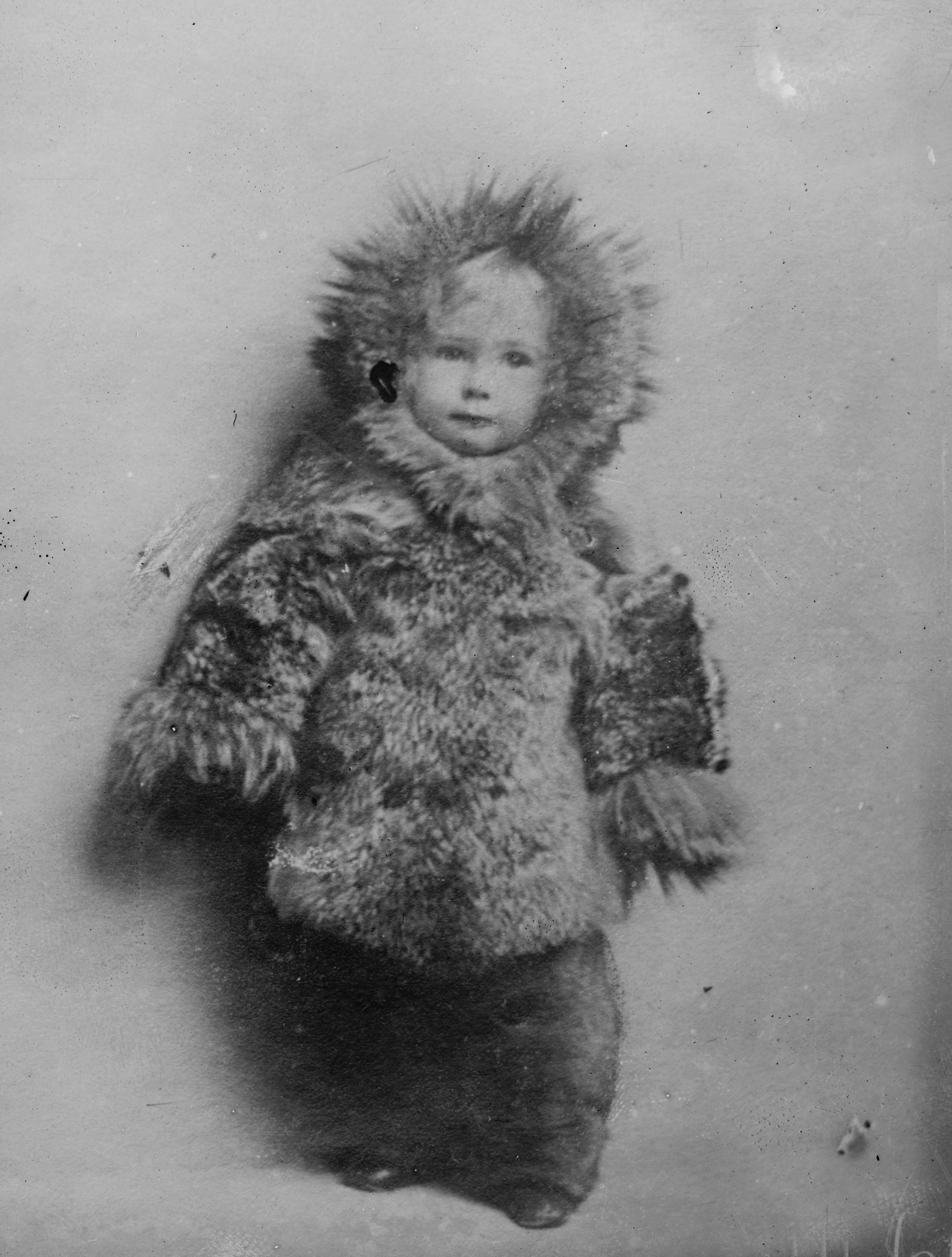
Мэри Пири, «снежное дитя»

Джозефина вела дневник экспедиции, который затем опубликовала под названием «My Arctic Journal». В 1893 году, несмотря на беременность Джозефины, супруги Пири вновь отправились в Гренландию, в надежде найти маршрут к Северному полюсу. Их дочь, родившуюся в сентябре 1893 года, назвали Мэри Аннигито Пири (Marie Ahnighito Peary) — среднее имя девочка получила в честь женщины-эскимоски, сшившей для Мэри меховой костюм — однако инуиты, никогда прежде не видевшие белокожего младенца, дали ей прозвище «снежное дитя». Следующим летом Джозефина с ребёнком отправились домой, а Роберт остался в Гренландии. Своё жилище в США Джозефина обставила всевозможными арктическими «трофеями»: шкурами, меховыми ковриками, бивнями нарвалов и т. д. Принимая в своей гостиной высокопоставленных гостей и представителей прессы, Джозефина рассказывала о своих арктических приключениях. В 1897 году супруги вновь вместе поехали в Гренландию, и Джозефина написала затем детскую книгу «Снежное дитя» (The Snow Baby), иллюстрированную фотографиями природы и быта жителей Арктики.
В 1900 году, когда Роберт был в Гренландии один, Джозефина получила известие, что он отморозил пальцы на ногах и ему предстоит ампутация. Прибыв в Гренландию, Джозефина узнала, что у него была связь с женщиной-инуиткой по имени Аллакасингва, однако она продолжала поддерживать Роберта в его стремлении достичь Северного полюса. В последний раз она побывала в Гренландии в 1902 году. Затем, когда в 1903 году у неё родился второй ребёнок, Джозефина перестала принимать участие в полярных экспедициях, но собирала средства для того, чтобы муж смог осуществить задуманное. В том же году она опубликовала книгу «Дети Арктики» (Children of the Arctic). Роберт Пири достиг Северного полюса в сентябре 1909 года; Джозефина в это время находилась в их летнем доме на острове Игл в заливе Каско.
После 1909 года супруги Пири жили в летнее время на острове Игл, а зимние месяцы проводили в Вашингтоне. Джозефина стала членом Национального географического общества, Географического общества Филадельфии и почётным членом Общества женщин-географов. 6 мая 1955 года Национальное географическое общество присудило Джозефине Пири высшую награду — Медаль за достижения.
После смерти Роберта Пири в 1920 году Джозефина поселилась в Портленде, а летом жила на острове Игл. Она мало бывала на публике, предпочитая проводить время с детьми и внуками. Джозефина Пири умерла 19 декабря 1955 года и была похоронена рядом со своим мужем на Арлингтонском национальном кладбище.